# 塞利亚马里纳
塞利亚马里纳（義大利語：Sellia Marina），是意大利卡坦扎罗省的一个市镇。总面积40.9平方公里，人口6419人，人口密度156.9人/平方公里（2009年）。ISTAT代码为079127。